# Zisterzienserinnenkloster Reetz
Das Zisterzienserinnenkloster Reetz (polnisch: Recz) war von 1296 bis 1552 ein Kloster der Zisterzienserinnen in Recz, Woiwodschaft Westpommern, Powiat Choszczeński (Kreis Arnswalde) in Polen. 

## Geschichte
Otto IV. von Brandenburg gründete 1296 am Ufer der Ina ein Kloster, das mit Zisterzienserinnen der Abtei Stettin (und möglicherweise des  Klosters Marienfließ) besiedelt wurde. Die Aufsicht führte Kloster Marienwalde. Markgraf Johann von Küstrin löste es 1552 auf. 1827 wurden die letzten verbliebenen Restgebäude abgerissen. Teile der Kirchenausstattung befinden sich in der Pfarrkirche von Recz und in Museen. Das ehemalige Kloster ist Teil der Straße der Zisterzienser.

## Persönlichkeiten
- Judith von Güntersberg, 1463 Äbtissin
- Elisabeth von Schmiedeberg, 1463 Priorin
- Elisabeth von dem Borne, 1492 Äbtissin,
- Anna Kule, 1492 Priorin
- Katharina von Güntersberg, 1504 Äbtissin
- Margarethe von Güntersberg, 1504 Priorin